# Rueun
Rueun foi uma comuna da Suíça, no Cantão Grisões, com cerca de 420 habitantes. Estendia-se por uma área de 11,58 km², de densidade populacional de 36 hab/km². Confinava com as seguintes comunas: Andiast, Flond, Ilanz, Obersaxen, Pigniu, Schnaus, Siat, Waltensburg/Vuorz.
A língua oficial nesta comuna era o Romanche.

## História
Em 1 de janeiro de 2009, passou a formar parte da nova comuna de Ilanz/Glion.